# Oz (geomorfologia)

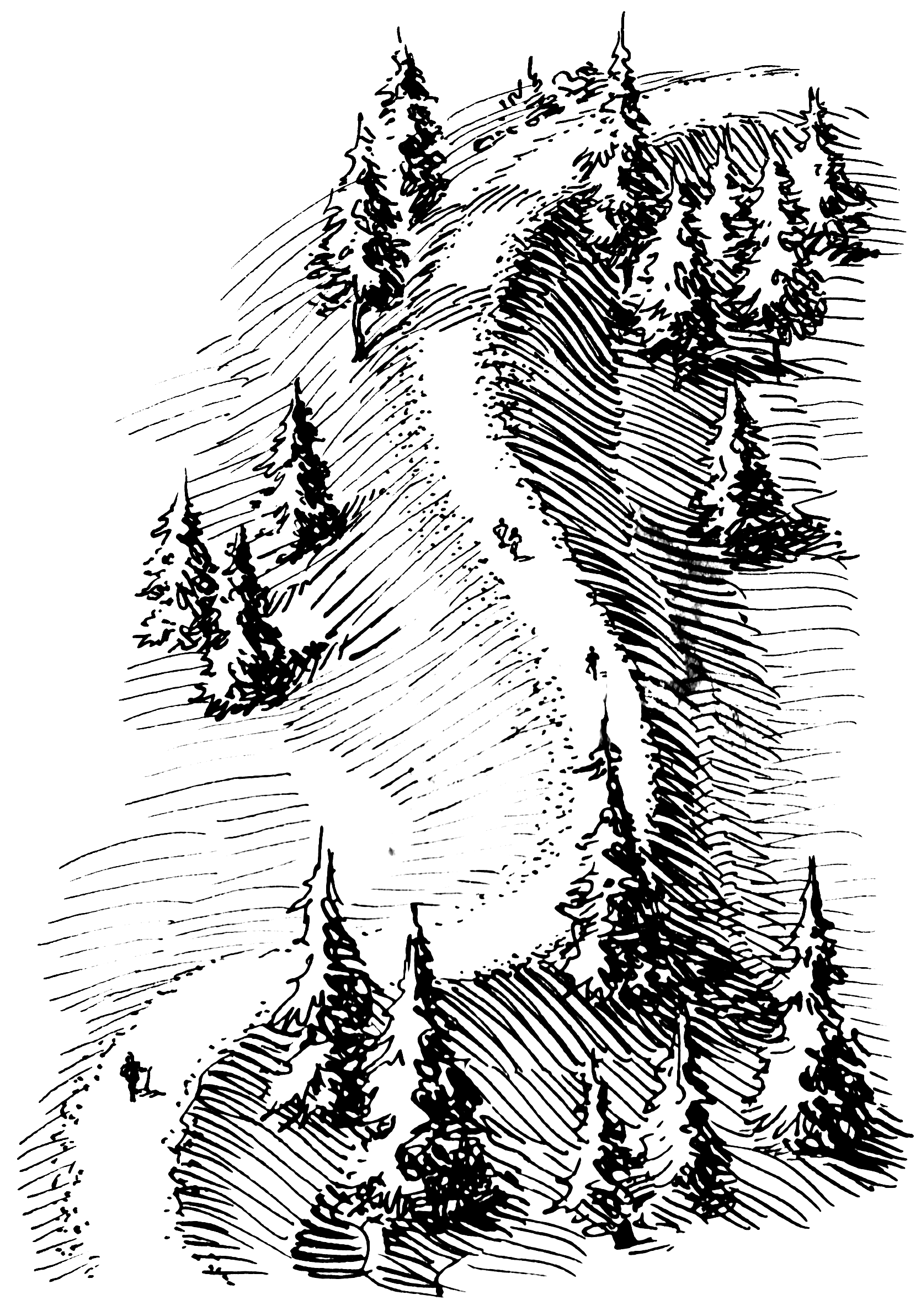
Schemat ozu

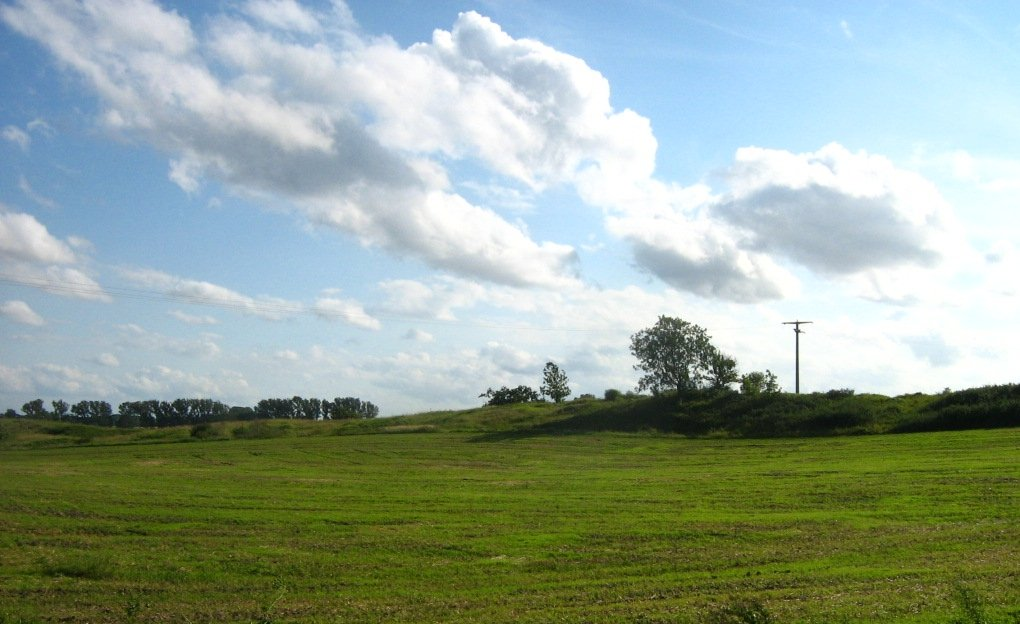
Oz

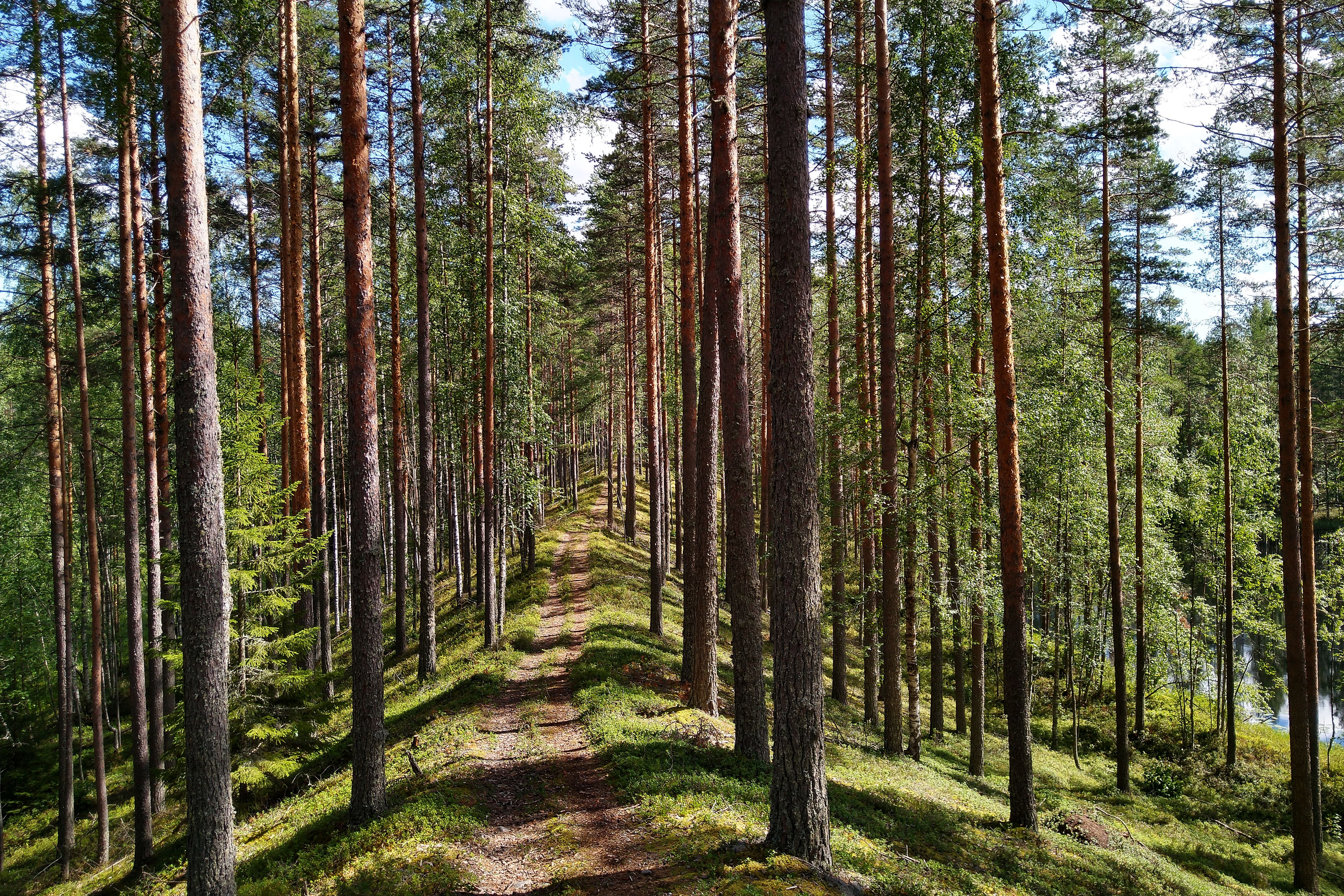
Typowy oz rozdzielający dwa jeziora w Finlandii

Oz (od szw. ås) – wał lub silnie wydłużony pagórek o wysokości najczęściej kilkunastu metrów i długości nawet kilkudziesięciu kilometrów, wyniesiony wskutek osadzania piasku i żwiru przez wody płynące pod lądolodem, w jego szczelinach lub na powierzchni. Ozy zbudowane są z piasków i żwirów, ułożonych poziomymi lub skośnymi warstwami. Niekiedy pokryte są cienką warstwą gliny. 
Zwykle wał ozu jest na przemian węższy i szerszy, przy czym rozszerzenia są wyższe, zwężenia zaś niższe. Górna powierzchnia wału niekiedy jest płaska i biegnie poziomo (podobnie jak w nasypach kolejowych). Zbocza ozów są zwykle strome.
Utwory te powstały podczas postoju lub ustępowania lądolodu w czasie deglacjacji frontalnej. Często tworzą się w dnach rynien subglacjalnych.

## Cechy szczególne i występowanie na obszarze Polski
Ozy spotyka się najczęściej w pagórkowatej strefie czołowo-morenowej, przy czym kierunek ich jest prostopadły do wałów moreny czołowej. Zdarza się, że wał ozowy krzyżuje się z wałem tej moreny. Występują one w różnych miejscach Polski północnej i środkowej w zasięgu utworów lodowcowych: m.in. na Pojezierzu Dobrzyńskim, w okolicach Grójca, w okolicach Poznania oraz na Pomorzu (jednym z większych zespołów ozów jest rezerwat przyrody Ozy Kiczarowskie koło Stargardu). Bardzo ciekawym przykładem na Pojezierzu Suwalskim jest oz turtulski o długości 2,8 km, składający się z 13 pagórków o wysokości do 17 m, znajdujących się na dnie doliny Czarnej Hańczy. Najdłuższym polskim ozem jest oz Bukowsko-Mosiński o długości 37 km, częściowo znajdujący się na terenie Wielkopolskiego Parku Narodowego.